# Nicholas Spencer
Nicholas Spencer (Cople, 1633 – Virginia, 1689) è stato un mercante e politico inglese.
Divenne in seguito un planter e proprietario di schiavi, ma iniziò la sua carriera come semplice mercante di Londra che emigrò nella contea di Westmoreland, dove fece fortuna e dove venne eletto membro della House of Burgesses della Virginia. Spencer fu poi Segretario e Presidente del Consiglio della Colonia della Virginia e alla partenza di suo cugino Thomas Colepeper, II barone Colepeper nel 1683, venne nominato governatore reggente (1683-1684) sino all'arrivo del governatore successivo Lord Howard di Effingham. Il ruolo di Spencer come agente per Culpeper aiutò sia lui che il suo amico, il tenente colonnello John Washington, antenato poi di George Washington, a ottenere le prime concessioni terriere nell'area di Mount Vernon.

## Biografia

### I primi anni in Inghilterra e l'arrivo in Virginia
Nicholas Spencer nacque in seno a una famiglia aristocratica che da tempo risiedeva a Cople, nel Bedfordshire, in Inghilterra. La famiglia era imparentata con gli Spencer del Northamptonshire, coi quali condividevano lo stemma. Nel 1531 gli Spencer comprarono il maniero di Rowlands a Cople, di cui mantennero la proprietà per diversi secoli. Nicholas Sr., padre omonimo del migrante in Virginia, e sua moglie Mary Gostwick, figlia secondogenita di Sir Edward Gostwick ebbero diversi figli, e di questi William ereditò i beni paterni ma morì senza eredi e pertanto decise di nominare erede universale un suo nipote omonimo, figlio di suo fratello Nicholas che si era trasferito in Virginia. Un altro fratello, Robert Spencer, si spostò poi dalla contea di Surry alla contea di Talbot dove i suoi discendenti vissero a Spencer Hall, piantagione da lui fondata.
Nicholas Spencer si trasferì da Londra alla contea di Westmoreland, in Virginia, a metà del Seicento, e svolse l'attività di agente per conto di suo cugino John, I barone Colepeper. Colepeper aveva ereditato la quota di suo padre nella Virginia Company nel 1617, e successivamente aveva ottenuto dapprima il cavalierato e poi la nobiltà col titolo di barone. Divenne uno dei sette proprietari del Northern Neck della Virginia sulla base dell'accordo del 1649. Colepeper non visse mai nelle colonie e suo figlio, Thomas Culpeper, II barone Culpeper di Thoresway, che visse al Castello di Leeds, non giunse in Virginia sino al 1680. Nel frattempo fu Nicholas Spencer a trasferirsi in Virginia per sovrintendere agli affari del cugino John.

### Amministratore ed agente in Virginia
Al suo arrivo in colonia, Spencer si prodigò subito per la gestione delle proprietà di suo cugino. Spencer qui conobbe John Washington e ne divenne grande amico. Acquistò inoltre dei terreni a uso personale presso il fiume Potomac. Spencer fu comunque un efficiente amministratore ed ebbe modo di distinguersi per le sue capacità.

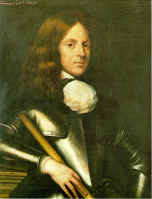
Thomas Colepeper, II barone Colepeper, cugino di Nicholas Spencer

Spencer fu un amministratore pragmatico e aveva buon fiuto per gli affari, cogliendo ad esempio i vantaggi del lavoro degli schiavi in rapporto di costi-benefici. "Il basso prezzo del tabacco," scriveva Spencer "richiede che esso sia lavorato nella maniera più economica possibile e i neri sono più economici dei bianchi."
Il ruolo di Spencer come burocrate dell'aristocrazia nella nuova colonia lo assolse a pieno titolo, pur conscio delle problematiche, da lui in molti casi anticipate, sul ruolo del lavoro degli schiavi. Scriveva Spencer: "Senza alcuna condizione né ordine di spirito [...] e col pretesto della religione, si pretende di rivolgerceli contro in armi come pure alcuni papisti del Maryland e della Virginia hanno cospirato per aizzare gli indiani Seneca a distruggere tutti i protestanti."
Nel contempo, le stesse forze che propendevano per fare della Virginia un fronte importante a livello sociale ed economico, in particolare per le coltivazioni del tabacco, aumentarono ulteriormente il ruolo di Spencer. Avendo reso dei servigi ai proprietari terrieri ed essendosi distinto nella gestione della colonia, Spencer fu tra coloro le cui proprietà vennero colpite dagli insurrezionisti della ribellione di Bacon. Questi stessi rivoltosi, come ebbe a sottolineare nel 1682 Spencer in una sua lettera, riuscirono a distruggere le coltivazioni di più di 200 piantagioni, prevalentemente di tabacco. Ma questo, diceva sempre Nicholas Spencer, era il prezzo che dovevano pagare gli amministratori coloniali incaricati di badare all'impero mercantile della madrepatria.
Il ruolo di Spencer come amministratore del cugino doveva essere tutt'altro che facile. Come proprietario terriero, Culpeper possedeva uno straordinario patrimonio di 20.000 km² di terreno nella colonia.

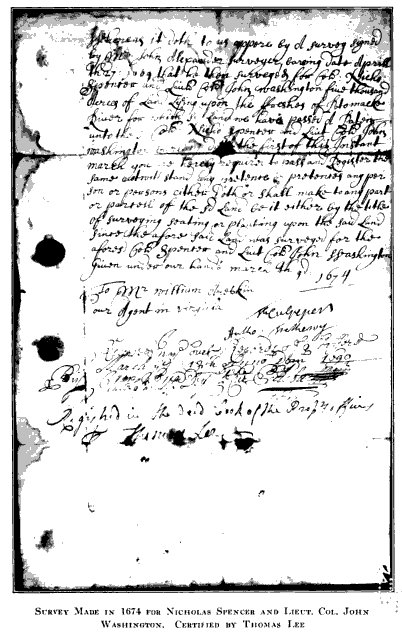
La supervisione delle rendite delle terre a Little Hunting Creek venne affidata al colonnello Nicholas Spencer ed al tenente colonnello John Washington, anche sul sito dove attualmente sorge la residenza di Mount Vernon.

Nel frattempo, Spencer sposò Frances, figlia del colonnello John Mottrom di Coan Hall della contea di Northumberland, in Virginia (Mottrom era stato il primo bianco a insediarsi nel Northern Neck all'inizio del XVII secolo).
Nicholas Spencer prese a risiedere in Virginia nella sua piantagione di Nomini Creek. Qui venne aiutato fortemente dalla sua amicizia con John Washington che conosceva da lungo tempo e le cui famiglie erano legate da parentele. Sia gli Washington che gli Spencer erano inoltre intimamente connessi alla famiglia Sandys, una delle casate più importanti della colonia della Virginia dove svolsero per primi la professione di banchieri. Il colonnello Spencer ottenne a sua volta una concessione di 20 km² di terra presso Mount Vernon, condivisa con l'amico John Washington, a partire dal 1674, con Spencer come supervisore della compravendita.

### Gli ultimi anni
Quando John Washington morì nel 1677, suo figlio Lawrence, nonno del futuro presidente George Washington, ereditò le quote di suo padre sulla proprietà di Mount Vernon, quote che poi vennero divise dopo la morte di Nicholas Spencer e che gli eredi vendettero completamente agli Washington.
Spencer, oltre al suo lavoro presso il cugino, coltivò in particolare negli anni della maturità un certo interessamento nella gestione degli affari della colonia della Virginia, corrispondendo sovente con gli amministratori inglesi a Londra, nonché con i membri della sua famiglia nel Bedfordshire e altrove. Quando suo cugino Thomas Colepeper lasciò la Virginia nel 1683, Spencer venne nominato governatore provvisorio, rimanendo in tale ruolo per i successivi nove mesi sino all'aprile del 1684 quando giunse il nuovo governatore nella persona di Francis Howard, V barone Howard di Effingham. Per la prematura morte dei suoi fratelli, Spencer si era ritrovato unico erede sopravvissuto di suo padre e pertanto ereditò anche i possedimenti di famiglia nel Bedfordshire e nell'Huntingdonshire, in Inghilterra.
Spencer presenziò inoltre come testimone alla stesura del testamento di John Washington.
Nicholas Spencer morì in Virginia nel 1688. Nel suo testamento, datato all'aprile del 1688, Spencer si indicava come "di Nominy nella contea di Westmoreland, in Virgina". Nicholas Spencer lasciò cinque figli: William, Mottrom, Nicholas Jr., John e Francis. Tra gli esecutori testamentari di Spencer venivano nominato alcuni suoi particolari amici come il colonnello Isaac Allerton di Matchotick, il capitano George Brent di Stafford (ex governatore del Maryland) ed il capitano Lawrence Washington
A seguito della morte di Nicholas Spencer, la famiglia vendette la piantagione di Nomini. Nel 1709 Robert Carter acquistò la proprietà degli Spencer dagli eredi di Nicholas per 800 sterline, ponendo fine quindi alla residenza della famiglia Spencer nella contea di Westmoreland.
Il ramo inglese della sua famiglia continuò invece a vivere nel Bedfordshire, come proprietari terrieri e membri del parlamento inglese.